# Sárganyakú szarvascsőrű

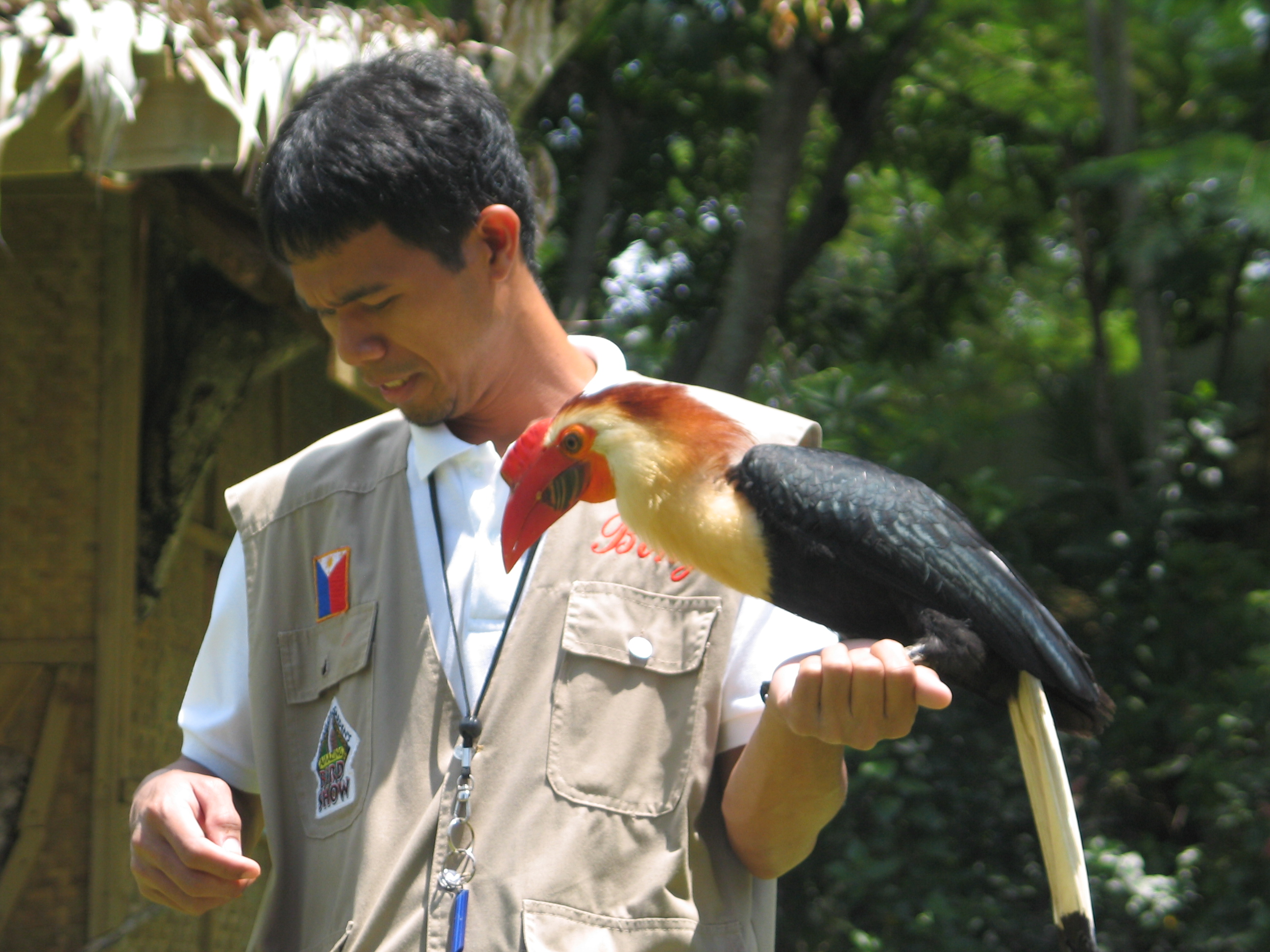
Egy hím példány gondozójával Davao City mellett egy madárparkban, Mindanao szigetén

A sárganyakú szarvascsőrű (Aceros leucocephalus) a madarak osztályának szarvascsőrűmadár-alakúak (Bucerotiformes) rendjébe és a szarvascsőrűmadár-félék (Bucerotidae) családjába tartozó faj.
A vörösnyakú szarvascsőrű (Aceros waldeni) közeli rokon faja, korábban azt csak a vörösnyakú szarvascsőrű alfajaként tartották számon.

## Előfordulása
A faj a Fülöp-szigetek csak ott élő, endemikus faja. Élőhelye a szigetcsoport déli szigeteinek nagyobb tagjain levő síksági és hegyvidéki esőerdeiben van. Mindanao, Dinagat és Camiguin szigetén fordul elő.

## Megjelenése
Közepes méretű szarvascsőrű faj, körülbelül 60-65 centiméter hosszú és 1-1,5 kilogramm súlyú.
Tollazata a testén fekete, a farkán széles krémszínű szalaggal. Mindkét ivar feje fekete, arca és torokzacskója narancssárgás. Csőre fénylő tűzvörös, rajta viszonylag kicsi, csak a csőr 2/3-át fedő szaruképlettel.

## Életmódja
Táplálékát főként gyümölcsök, fügék és rovarok alkotják.

## Szaporodása
Szaporodási szokásai nem teljesen ismertek, feltehetően hasonlít a többi szarvascsőrű faj szokásaira. A tojó faodúba zárkózik be a tojásrakás és költés idejére. Ezen időszak alatt a hím táplálja a tojót és a fiókákat.

## Természetvédelmi helyzete
A eltérősen közeli rokon fajától a vörösnyakú szarvascsőrűtől (mely mára az egyik legritkább faj a szarvascsőrűmadár-félék családján belül), a sárganyakú szarvascsőrű ma még viszonylag gyakori madár.
A húscélú vadászat és az erdőirtás, valamint az illegális vadbefogás azonban sajnos jelenleg is fennálló veszélyeztető tényező ennél a fajnál is.
Mindezek miatt a Természetvédelmi Világszövetség Vörös Listáján a „mérsékelten veszélyeztetett” levő kategóriába sorolja a fajt.

## Fordítás
- Ez a szócikk részben vagy egészben  a   Mindanao Wrinkled Hornbill című angol Wikipédia-szócikk ezen változatának fordításán alapul.  Az eredeti cikk szerkesztőit annak laptörténete sorolja fel. Ez a jelzés csupán a megfogalmazás eredetét és a szerzői jogokat jelzi, nem szolgál a cikkben szereplő információk forrásmegjelöléseként.

## Külső hivatkozások
- Képek az interneten a fajról
- BirdLife Species Factsheet[halott link]